# Градополов Костянтин Васильович
Градополов Костянтин Васильович (1903—1983) — російський спортсмен, педагог. Заслужений майстер спорту (1940). Заслужений тренер СРСР (1956). Доктор педагогічних наук, професор (1962).

## Біографія
Народився 1904 р. Помер 1983 р. Чемпіон СРСР з боксу (1926).

## Фільмографія
Зіграв Ланса в українському фільмі «Боксери» (1941) та фільмі «Кордон під контролем» (1937).
- 1928 — «Марі-Кужер»
- 1929 — «Стороння жінка»
- 1934 — «Приватне життя Петра Виноградова»
- 1936 — «Ув'язнені»